# أبو علي فنا خسرو
أبو علي فنا خسرو (بالفارسية : ابو علی فنا خسرو)، كان ابن الحاكم البويهي أبو كاليجار . بعد سقوط الدولة البويهية عام 1055 م، قضى أبو علي بقية حياته مقيمًا في نوبندجان بفارس، حيث أصبح شخصية مرموقة بين سلاطين السلاجقة. توفي عام 1094 م، وشُيع في جنازة مهيبة.